# Fred Wander
Fred Wander (geboren als Fritz Rosenblatt 5. Jänner 1917 in Wien, Österreich-Ungarn; gestorben 10. Juli 2006 in Wien) war ein österreichischer Schriftsteller.

## Leben

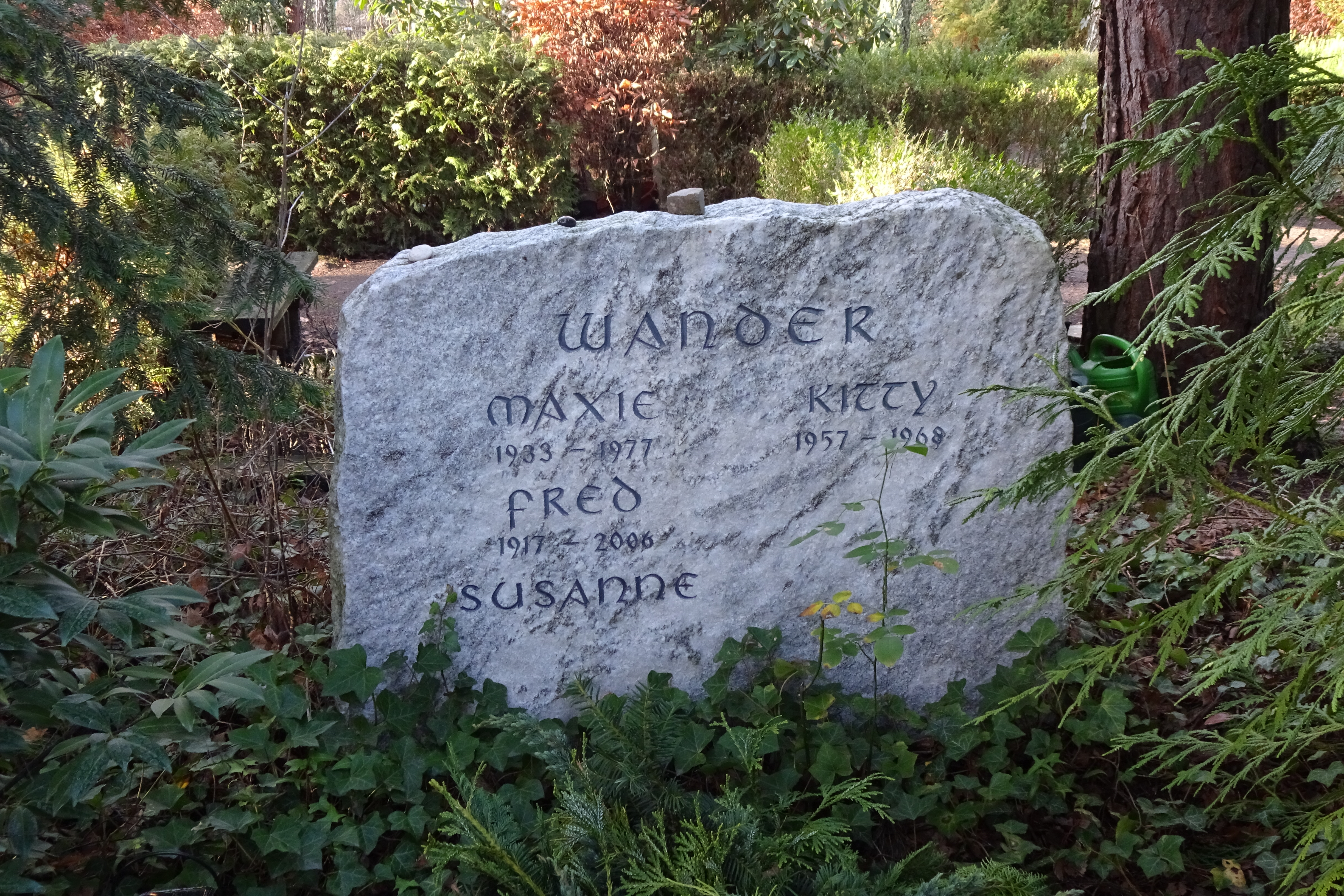
Grabstein für Maxie Wander und Fred Wander auf dem Waldfriedhof Kleinmachnow

Fritz Rosenblatt wuchs in ärmlichen Verhältnissen als Sohn galizischer Zuwanderer auf. Wander besuchte in Wien die Volks- und Hauptschule, war drei Jahre Lehrling im Textilhandel und danach in verschiedenen Berufen tätig. Nach dem Anschluss Österreichs 1938 gelang ihm über die Schweiz die Flucht nach Frankreich, wo er nach Kriegsbeginn als „feindlicher Ausländer“ interniert wurde. Er konnte nach Marseille fliehen und wurde schließlich 1942 nach einem Fluchtversuch in die Schweiz von dort an die Vichy-Polizei ausgeliefert. Wander wurde über das Sammellager Drancy in das KZ Auschwitz deportiert und im April 1945 aus dem Konzentrationslager Buchenwald befreit. Seine Eltern wurden im KZ Auschwitz ermordet. Er kehrte zurück nach Österreich und arbeitete als Journalist und Fotoreporter. 1950 trat er der Kommunistischen Partei Österreichs (KPÖ) bei. 1955 nahm Fred Wander am ersten Studiengang des Literaturinstituts „Johannes R. Becher“ in Leipzig teil. 1956 heiratete Wander seine Frau Maxie, geborene Elfriede Brunner. Mit ihr, einer später – seit den siebziger Jahren – bekannten Schriftstellerin, übersiedelte er 1958 nach Kleinmachnow in die DDR. Hier arbeitete er als freischaffender Schriftsteller. 1977 starb Maxie Wander. Fred Wander heiratete 1982 seine dritte Frau Susanne, verließ gemeinsam mit ihr 1983 die DDR endgültig und ließ sich erneut in Wien nieder. Er starb am 10. Juli 2006 nach schwerer Krankheit in seiner Wiener Wohnung und wurde in Kleinmachnow begraben.
In seinem Werk setzte er sich insbesondere mit seinen Erfahrungen in den deutschen Vernichtungslagern während der Nazi-Diktatur auseinander. Als sein Schlüsselwerk gilt der Roman Der siebente Brunnen. Nach seinem Selbstverständnis sah er sich in der Tradition chassidischer Geschichtenerzähler. Neben Romanen und Erzählungen veröffentlichte Fred Wander Theaterstücke, Reiseliteratur und Jugendbücher.
Sein Grab befindet sich auf dem Waldfriedhof Kleinmachnow.

## Auszeichnungen
- 1966 Theodor-Fontane-Preis des Bezirks Potsdam
- 1972 Heinrich-Mann-Preis
- 1996 Österreichischer Würdigungspreis für Literatur
- 2003 Theodor-Kramer-Preis
- 2006 Literaturpreis der Stadt Wien
- 2009 Wingate Literary Prize

## Werke
- Vierundzwanzig Stunden aus dem Leben eines Reporters, 1954
- Taifun über den Inseln, 1957
- Korsika – noch nicht entdeckt, 1959
- Bandidos, 1963
- Doppeltes Antlitz. Pariser Impressionen, 1966 (mit 174 Fotografien von Fred und Maxie Wander)
- Nicole, 1971
- Der siebente Brunnen, 1971; Neuauflage 2005
- Holland auf den ersten Blick, 1972
- Ein Zimmer in Paris, 1975
- Provenzalische Reise, 1978
- Hotel Baalbek, 1991, Neuveröffentlichung 2007 mit Nachwort von Erich Hackl
- Josua läßt grüßen. Der Bungalow. Zwei Stücke, 1979
- Das taubengraue Haus, 1977
- Patrique, Patrique, 1983
- Das gute Leben, 1996, erweiterte Neuausgabe 2006 unter dem Titel Das gute Leben oder Von der Fröhlichkeit im Schrecken. Erinnerungen, ISBN 3-89244-855-8

Herausgebertätigkeit
- Maxie Wander: Leben wär' eine prima Alternative. Tagebücher und Briefe, 1979
- Maxie Wander: Ein Leben ist nicht genug. Tagebuchaufzeichnungen und Briefe. Herausgegeben und mit einem Vorwort von Fred Wander, 1990. ISBN 3-518-45963-5